# 犹㼆
犹㼆（1973年10月—），男，土家族，贵州余庆人，1995年3月加入中國共產黨，北京农业大学毕业。中华人民共和国政治人物。曾任中共新余市委副书记、新余市人民政府市长，现任江西省科学技术厅党组书记、厅长。